# Keith Baker (batterista)
Keith Baker (Birmingham, 14 aprile 1948) è un batterista britannico.
È noto per essere stato il batterista della progressive rock band inglese degli Uriah Heep.

## Discografia

### Con i Bakerloo
- 1969 - Bakerloo

### Con gli Uriah Heep
- 1970 - ...Very 'Eavy ...Very 'Umble
- 1971 - Salisbury